# Filmen fra det hellige Land
Filmen fra det hellige Land er en dansk dokumentarisk stumfilm fra 1924, der er instrueret af Gunnar Sommerfeldt.

## Handling
Filminstruktøren Gunnar Sommerfeldts sjældne, historiske optagelser fra Palæstina i 1920'erne, fra før dele af regionen blev til Israel, dokumenterer arkæologiske udgravninger på sporet af tidligere civilisationer i Mellemøsten. Landet er i filmen tydeligt skildret som et religiøst landskab. Optagelserne viser knapt befolkede områder eller centre, hvor skarer samles til spirituelle fester. På denne tid var Palæstina under britisk mandat, men briternes tilstedeværelse er stort set ikke dokumenteret på billederne.